# St. Martin (Bad Ems)

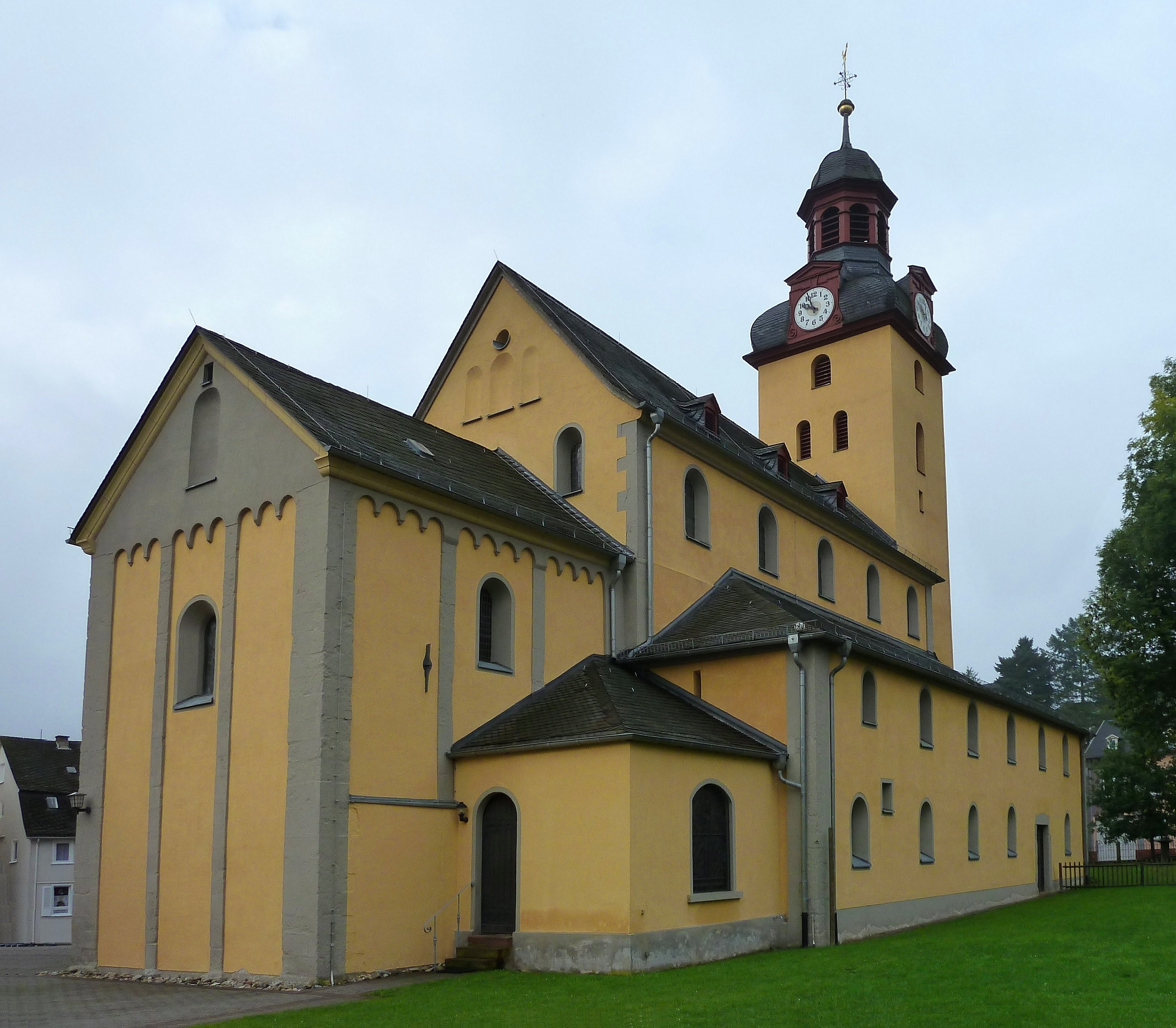
St. Martin (Bad Ems)

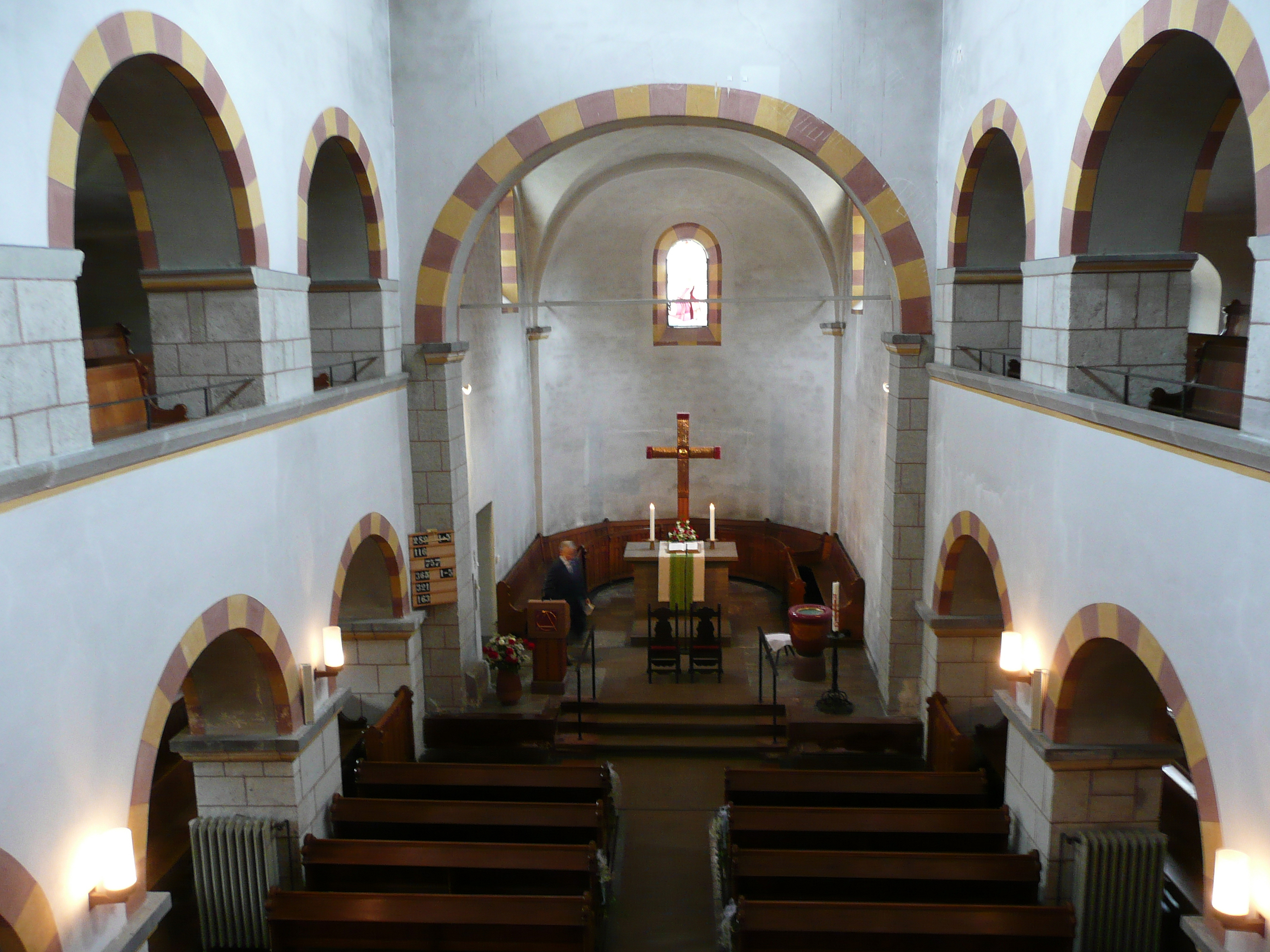
Innenansicht

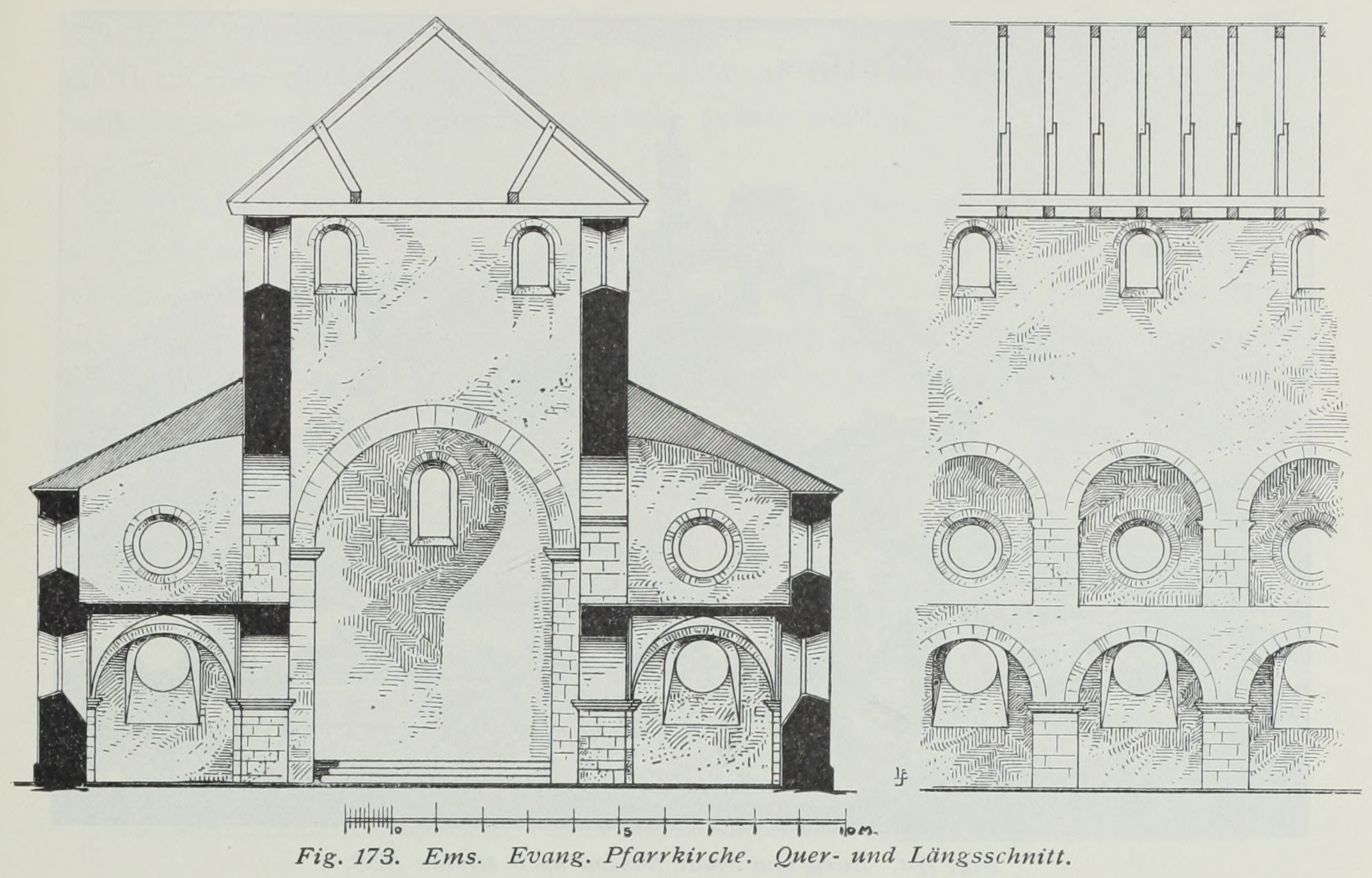
Quer- und Längsschnitt

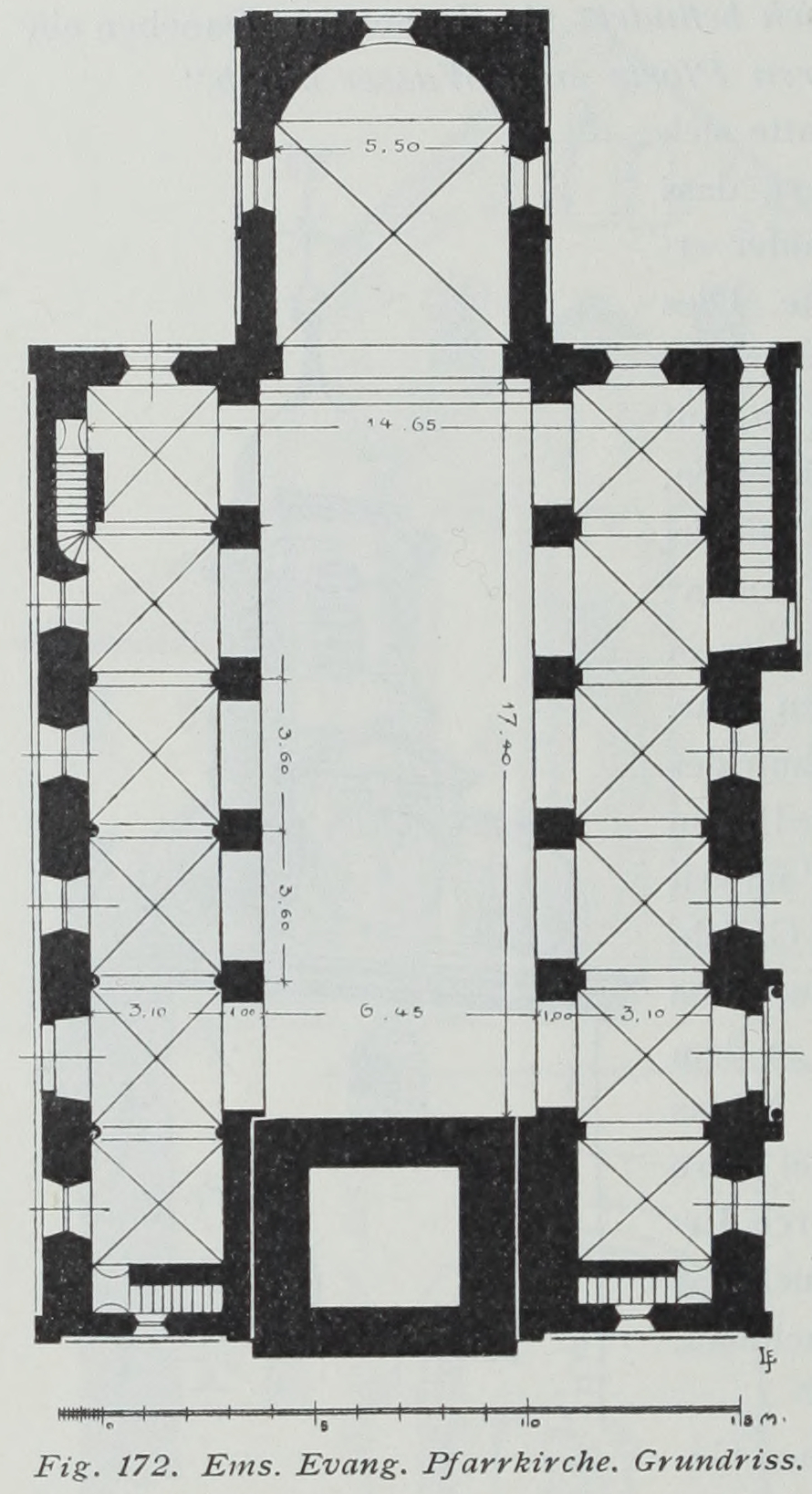
Grundriss

Die evangelische Kirche St. Martin ist eine romanische Emporenbasilika in Bad Ems im Rhein-Lahn-Kreis in Rheinland-Pfalz. Sie gehört zur evangelischen Kirchengemeinde Bad Ems im Dekanat Nassauer Land der Evangelischen Kirche in Hessen und Nassau.

## Geschichte und Architektur
Die Kirche war um 1000 in Besitz des Stifts St. Kastor in Koblenz. Im Jahr 1181 bestand eine Pfarrei. Daten zum bestehenden Bauwerk fehlen; es wurde nach einem Brand 1720 wiederhergestellt und 1957 restauriert. Das Bauwerk ist eine Pfeilerbasilika mit Emporen über den Seitenschiffen ohne Querhaus, die wahrscheinlich in der Mitte oder im dritten Viertel des 12. Jahrhunderts entstanden ist und in unmittelbarer Nachfolge der Kirche von Niederlahnstein steht, die wie die vorliegende Kirche zum Stift St. Kastor in Koblenz gehörte. Sie hat einen eingebauten, vermutlich etwas älteren Turm, der leicht aus der Achse der Kirche nach Norden verschoben und mit einer barocken Haube mit Laterne abgeschlossen ist. Die Ecken der Seitenschiffe sind durch Lisenen betont, der rechteckig schließende Chor ist an allen Seiten durch Lisenen mit Bogenfriesen in drei Teile gegliedert. Auf der Südseite erschließt ein schlichtes rundbogiges Stufenportal mit Blendbogen das Bauwerk.
Das Langhaus besteht aus einem flachgedeckten Mittelschiff mit fünf Arkaden links und rechts, die Seitenschiffe setzen sich mit je einem sechsten Joch zu beiden Seiten des Turmes fort. Die im Grundriss quadratischen Pfeiler mit kräftigen Kämpfern erscheinen gedrungener, da der Fußboden ursprünglich tiefer lag. Die Emporenöffnungen sind den Arkadenbögen des Erdgeschosses ähnlich. In den Seitenschiffen sind Kreuzgratgewölbe mit Gurtbögen, in den Emporen nach innen ansteigende flache hölzerne Tonnengewölbe als Abschluss eingebaut. Die im 18. Jahrhundert vergrößerten Obergadenfenster wurden 1957 wieder verkleinert; original aus der Romanik sind nur die beiden kleinen Ostfenster über dem Chordach.
Treppen zu den Emporen sind in der Westwand beiderseits des Turmes und am östlichen Joch in der leicht vortretenden südlichen Längswand zu finden. Der Chor ist als gestreckt rechteckiges, kreuzgratgewölbtes Joch mit einer in der Ostwand als Nische eingetieften Apsis ausgebildet. 
Die Übereinstimmungen mit der Kirche in Niederlahnstein setzen sich bei den Proportionen fort. Langhaus und Chor sind gleich breit, die Mittel- zur Seitenschiffsbreite verhält sich 2 : 1, die Mittelschiffshöhe zu deren Breite wie 2 : 1; in den Einzelformen ist die vorliegende Kirche weiter entwickelt.

## Ausstattung
Die liturgische Ausstattung ist schlicht und neuzeitlich. Ein Grabstein stammt aus dem Jahr 1684, weitere vor der Kirche aus dem 16. bis 19. Jahrhundert. Die Sitzbänke wurden im 18. Jahrhundert gefertigt.
Die Orgel ist ein Werk von Eule Orgelbau Bautzen aus dem Jahr 2014 mit 18 Registern auf zwei Manualen und Pedal.